# ۹۰۹ (قمری)
۹۰۹ (قمری)، نهصد و نهمین سال در گاهشماری هجری قمری است. اول محرم این سال برابر با ششم ژوئیه سال ۱۵۰۳ میلادی است.